# Erhabene Zahl
Eine erhabene Zahl oder sublime Zahl ist eine natürliche Zahl {\displaystyle n} mit der besonderen Eigenschaft, dass die Anzahl ihrer Teiler {\displaystyle \tau (n)} und ihre Teilersumme {\displaystyle \sigma (n)} vollkommene Zahlen sind. Bislang sind nur zwei erhabene Zahlen bekannt.

## Bekannte erhabene Zahlen

### 12
- Die 12 hat 6 Teiler: 12, 6, 4, 3, 2, 1.
- Die Summe ihrer Teiler beträgt: 1 + 2 + 3 + 4 + 6 + 12 = 28.

{\displaystyle \tau (12)=6} und {\displaystyle \sigma (12)=28} sind vollkommene Zahlen.

### 6.086.555.670.238.378.989.670.371.734.243.169.622.657.830.773.351.885.970.528.324.860.512.791.691.264
6086555670238378989670371734243169622657830773351885970528324860512791691264 = 2126 (261 − 1)(231 − 1)(219 − 1)(27 − 1)(25 − 1)(23 − 1).
Diese 76-stellige erhabene Zahl wurde von Kevin Brown entdeckt.
- Die Anzahl der Teiler ist: (126+1) 26 = 8128.
- Die Summe der Teiler ist: (2126+1-1) 261+31+19+7+5+3 = (2127-1) 2126.

{\displaystyle \tau (60865556\dotso )=(2^{7}-1)2^{6}=8128} und {\displaystyle \sigma (60865556\dotso )=(2^{127}-1)2^{126}} sind vollkommene Zahlen.
Es ist nicht bekannt, ob noch weitere erhabene Zahlen existieren oder ob es unendlich viele oder auch ungerade erhabene Zahlen geben könnte.